# Milionia keysseri
Milionia keysseri är en fjärilsart som beskrevs av Louis Beethoven Prout 1931. Milionia keysseri ingår i släktet Milionia och familjen mätare. Inga underarter finns listade i Catalogue of Life.